# NGC 7320B
NGC 7320B is een spiraalvormig sterrenstelsel in het sterrenbeeld Pegasus. Het hemelobject werd op 23 september 1876 ontdekt door de Franse astronoom Édouard Jean-Marie Stephan.

## Synoniemen
- ZWG 514.72
- PGC 69346